# SN 2007rc
SN 2007rc – supernowa typu Ia odkryta 21 października 2007 roku w galaktyce A015020-0024. W momencie odkrycia miała maksymalną jasność 20,00m.